# Louis Bigo
Pour les articles homonymes, voir Bigo.
Louis Dominique Joseph Bigo, plus communément appelé Louis Bigo, né le 20 juin 1787 à Lille et mort le 14 mai 1876, est un industriel et homme politique français.

## Biographie
Louis Dominique Joseph Bigo naît le 20 juin 1787 à Lille.
Louis Bigo est président de la Compagnie des mines de Lens et de la Compagnie des mines de Courrières, dont il est le cofondateur.

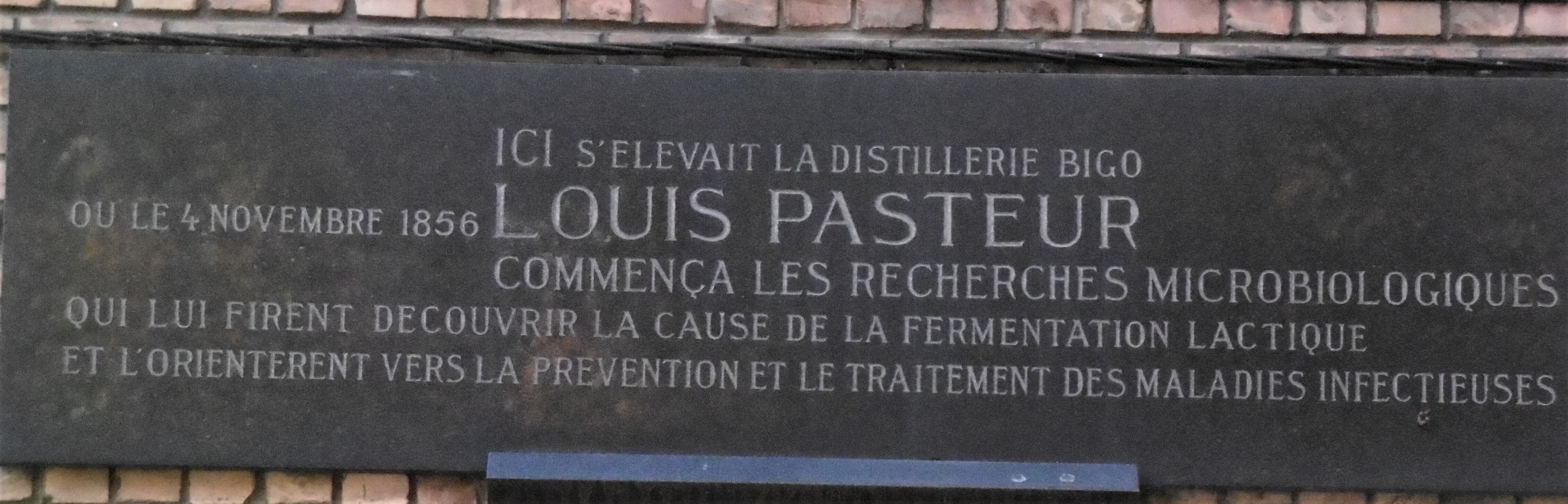
Inscription rue Fulton à Lille dans le quartier d'Esquermes

Il est également industriel, créateur de filatures et [d'une distillerie de betteraves à sucre à Esquermes pour laquelle il demande en 1856 l'aide de Louis Pasteur ce qui amène la découverte des causes de la fermentation lactique. Cette découverte orienta Pasteur vers le traitement des maladies infectieuses. (il s'agit de son fils Louis Bigo-Tilloy)]
Il est maire de Lille de 1834 à 1848. Il inaugura la Colonne de la Déesse sur la « Grand Place » de Lille à laquelle il aurait fait donner les traits de Mme Marie-Josephe Bigo-Danel, sa femme.
Il est fait Chevalier de la Légion d'honneur en 1838, puis Officier de la Légion d'honneur en 1869, par Napoléon III lui-même.
Louis Bigo meurt le 14 mai 1876 à l'âge de 88 ans.